# Arlette Elkaïm-Sartre
Pour les articles homonymes, voir Elkaïm et Sartre (homonymie).
Arlette Elkaïm-Sartre, née le 15 juillet 1935 à Constantine et morte le 16 septembre 2016 à Paris 14e,, est une personnalité française, adoptée par l'écrivain Jean-Paul Sartre en 1964.

## Biographie
Éditrice, Arlette Elkaïm-Sartre a travaillé à la rédaction des rapports du Tribunal Russell à la fin des années soixante. 
En 1980, à la mort de Sartre, elle devient sa légataire universelle. 
Elle a initié et dirigé le mouvement de réédition critique et d'édition posthume de l'œuvre de Sartre, commencé en 1985 par la publication des deux volumes de la Critique de la raison dialectique. Elle a préfacé des œuvres de Sartre. 
Elle a traduit et annoté les Aggadoth du Talmud de Babylone - Ein Yaakov (précédés d'une Introduction à la littérature talmudique, par Marc-Alain Ouaknin, chez Verdier, collection « Les dix paroles », Lagrasse, 1982, rééd. corrigée 1990, 1450 pp.). 
Elle a également traduit pour le théâtre Œdipe à Colone, tragédie de Sophocle, représentée en 2006 au théâtre Varia de Bruxelles dans une mise en scène de Vincent Sornaga (déposée à la SACD). 
En 2010, elle entreprend la réédition augmentée et revue de l'ouvrage Situations. Elle mène à bien la réédition des quatre premiers volumes.
Elle est inhumée au cimetière du Montparnasse.

## Publications
Préfaces aux œuvres de J.-P. Sartre
- Cahiers pour une morale (Bibliothèque de philosophie, Gallimard, 1983).
- Critique de la raison dialectique (Nouvelle édition avec glossaire, Gallimard, 1985).
- Mallarmé, la lucidité et sa face d’ombre (Présentation et notes, Arcades, Gallimard, 1986).
- L'Idiot de la famille (Bibliothèque de philosophie, nouvelle édition, revue et augmentée, Gallimard, 1988).
- Vérité et existence (NRF essais, Gallimard, 1989).
- La Reine Albemarle ou le dernier touriste (Gallimard, 1991).
- Carnets de la drôle de guerre (Nouvelle édition augmentée d’un carnet inédit, Gallimard, 1995). D'autres notes pour ce même ouvrage dans Les Mots et autres écrits autobiographiques. Bibliothèque de la Pléiade, Gallimard 2010.
- L'existentialisme est un humanisme (Folio essais, Gallimard, 1996).
- L'Imaginaire. Psychologie phénoménologique de l’imagination (Folio essais, nouvelle édition Gallimard, 2005).
- Réflexions sur la question juive (Nouvelle édition, 2005).
- Typhus (Scénario, Gallimard, 2007).
- Qu'est-ce que la littérature ? (Nouvelle édition, Gallimard, 2009).

### Notices et notes pour une nouvelle édition des Situations
- Situations I (Nouvelle édition augmentée, présentation, notices et notes, Gallimard, 2010).
- Situations II (Nouvelle édition augmentée, notices et notes, Gallimard, 2012).
- Situations III (Nouvelle édition augmentée, notices et notes, Gallimard, 2013).
- Situations IV (Nouvelle édition augmentée, notices et notes, Gallimard, 2015).
- Situations V (Nouvelle édition augmentée, notices et notes, Gallimard, 2018).
- Situations VI (Nouvelle édition augmentée, notices et notes, Gallimard, 2020).

### Nouvelles
- Fêtes de nuit (Les Temps modernes no 155, janvier 1959).
- Rayon fillettes (Les Temps modernes no 203, avril 1963).
- Le retour au pays (Les Temps modernes no 215, avril 1964).
- Dans le temps (Obliques, 1er trimestre 1981).

### Articles
- À propos des « Bonnes femmes » (Les Temps modernes no 173-174, août-septembre 1960).
- L'Avventura (Les Temps modernes no 178, février 1961).
- Brassens à l’Olympia ( Les Temps Modernes no 187, décembre 1961).
- The Connexion (Les Temps modernes no 191, avril 1962).
- Du cinéma considéré comme un assassinat (Les Temps modernes no 199, décembre 1962).
- L’Ange exterminateur (Les Temps modernes no 206, juillet 1963).
- Sur Huit et Demi (Les Temps modernes no 207-208, août-septembre 1963).
- Alphaville ou Bêtafilm ? (Les Temps modernes no 229, juin 1965).
- Le vieil homme et l’enfant (Les Temps modernes no 252, mai 1967).